# Puits de Fayet
Le puits de Fayet est un puits à eau situé en France sur la commune de Fayet, dans le département de l'Aveyron en région Occitanie.
Il fait l'objet d'un classement au titre des monuments historiques depuis le 22 juin 1931.

## Description
Le puits date du 3 mai 1564. La margelle circulaire est galbée ainsi que les deux dés qui l'appuient. Sur chacun de ces dés s'élève une colonne dorique que réunit un entablement enrichi de denticules sous la corniche. Cet entablement porte un fronton en arc de cercle meublé sur la face avant de trois écussons dont deux monogrammés sont inscrits dans des guirlandes circulaires et le troisième au centre aux armes  du propriétaire Guy de Castelnau-Caylus, baron de Castelnau-Bretenoux et de Clermont-Lodève (1544-1580) . Porte à l'avant la date de construction de la fontaine ainsi qu'une devise « Fontaine ouverte à la maison de David » (Zacharie 13,1) et à l'arrière une autre devise « Le ciel et la terre faudront mais mes paroles ne passeront ».(Matthieu 24:35) sous les mêmes armoiries soutenues par des griffons.
Un trident métallique ancré dans la façade du château renforce la stabilité du fronton. De même une traverse métallique recevait une poulie fixée par une goupille à la patte centrale. La margelle supporte une grille ouvrante en partie.

## Localisation
Le puits est situé sur la commune de Fayet, dans le département français de l'Aveyron. Le puits se trouve dans la cour du château de Fayet.

## Historique
Les premiers seigneurs de Brusque et Fayet au XIe siècle furent les vicomtes d’Albi, au XIIe siècle, les vicomtes de Béziers et de Carcassonne, au XIIIe siècle, les comtes de Toulouse et enfin au XIVe siècle, les seigneurs de Castelnau-Bretenoux 
L'édifice est classé au titre des monuments historiques en 1931.

## Galerie

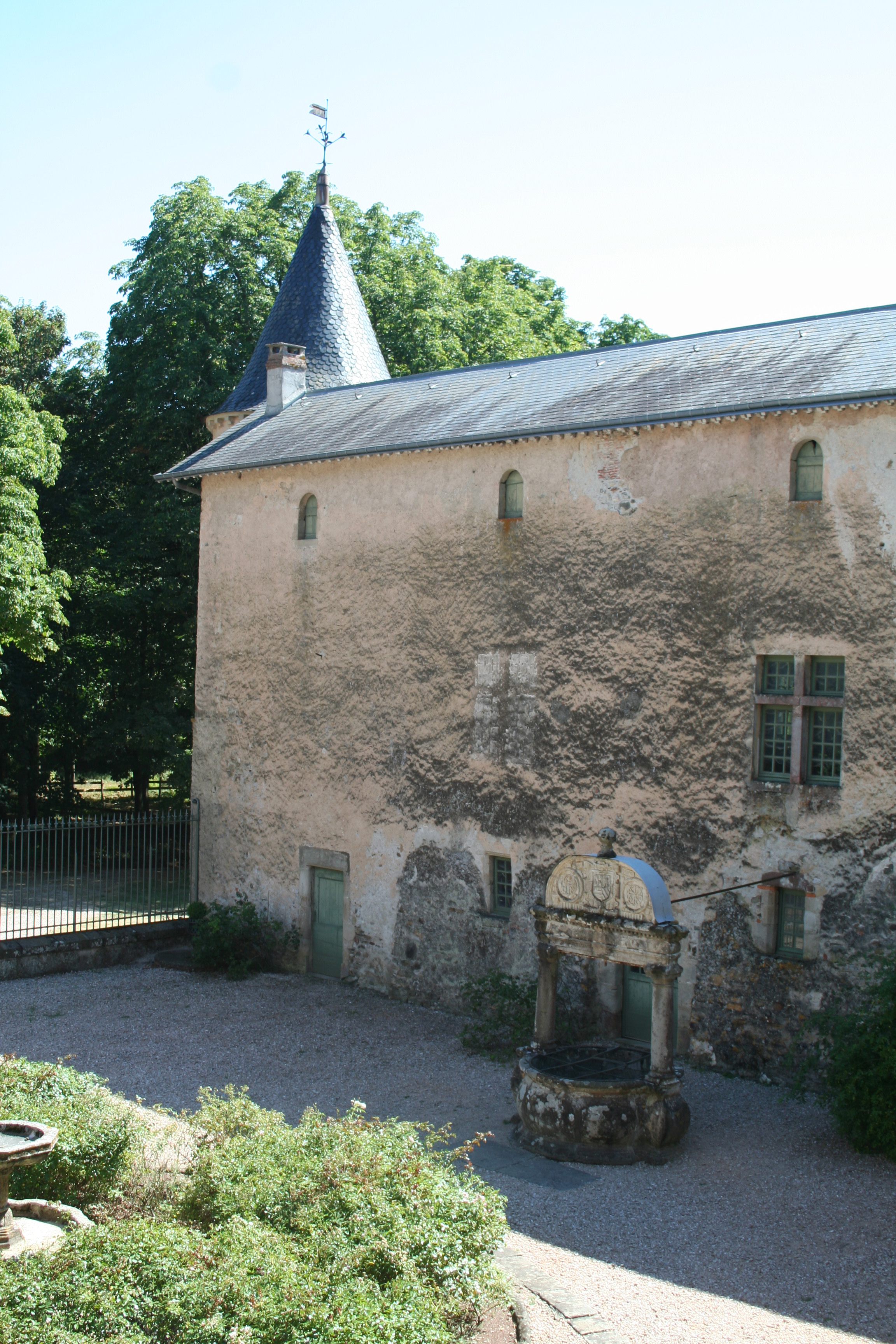
Cour et puits.
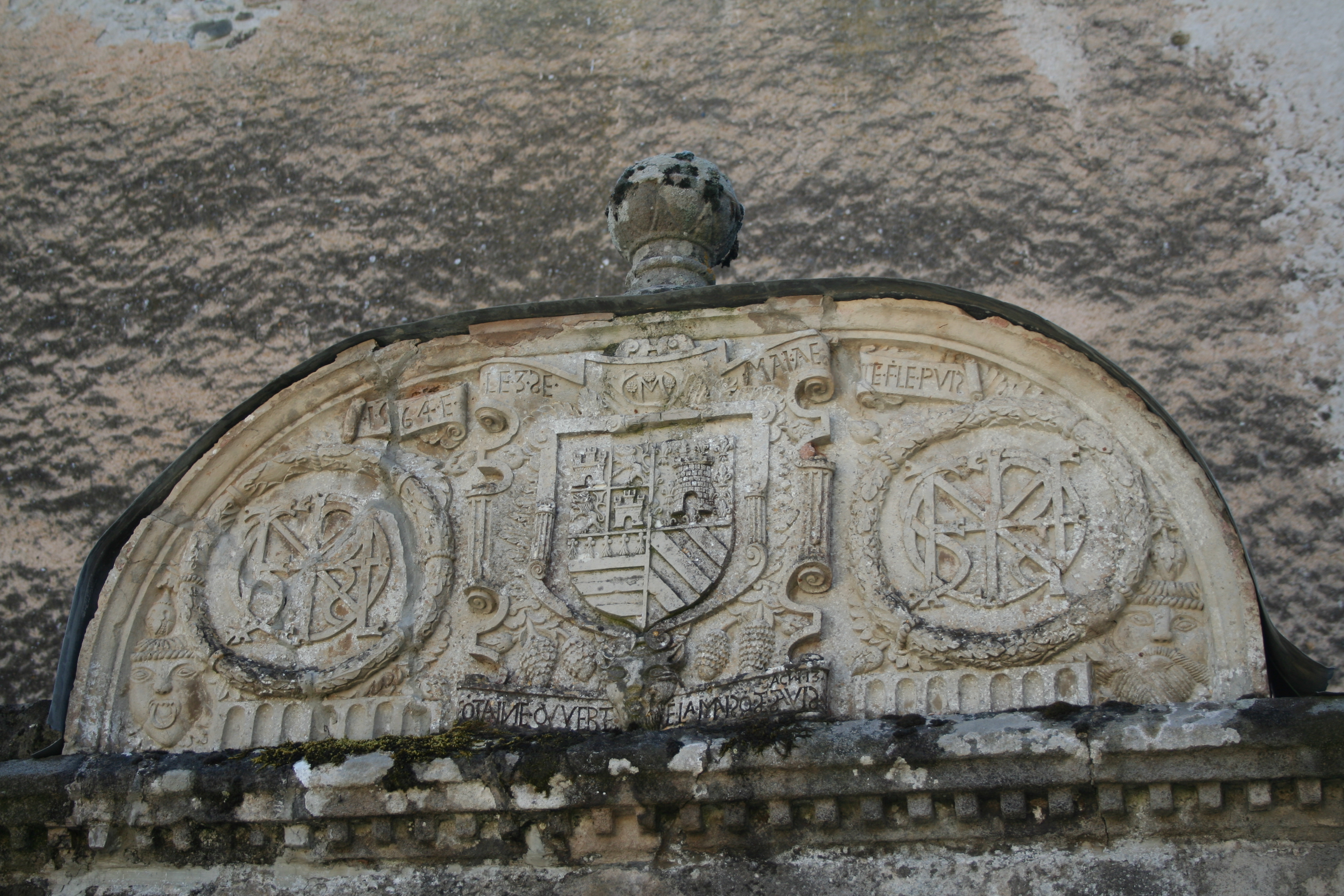
1564 et le 3e mai a été fait le puits
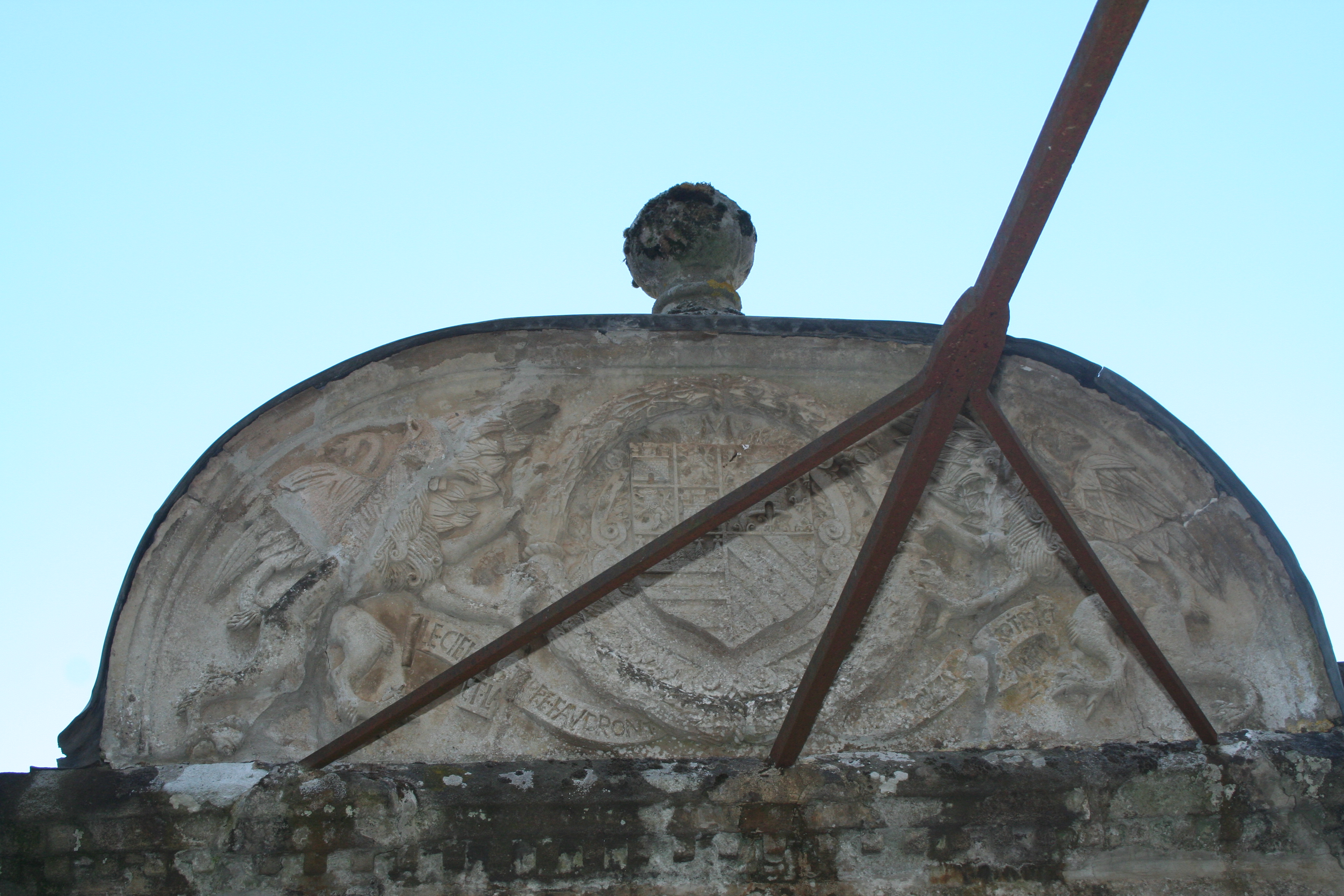